# Grand Prix Formule 1 van Brazilië 2019
De Grand Prix Formule 1 van Brazilië 2019 werd verreden op 17 november op het Autódromo José Carlos Pace. Het was de twintigste race van het kampioenschap.

## Vrije trainingen
- Er wordt enkel de top-5 weergegeven.

| Vrije training 1 | Pos | No | Coureur          | Constructeur    | Tijd     |
| ---------------- | --- | -- | ---------------- | --------------- | -------- |
| Vrije training 1 | 1   | 23 | Alexander Albon  | Red Bull-Honda  | 1:16.142 |
| Vrije training 1 | 2   | 77 | Valtteri Bottas  | Mercedes        | 1:16.693 |
| Vrije training 1 | 3   | 5  | Sebastian Vettel | Ferrari         | 1:17.041 |
| Vrije training 1 | 4   | 16 | Charles Leclerc  | Ferrari         | 1:17.285 |
| Vrije training 1 | 5   | 55 | Carlos Sainz jr. | McLaren-Renault | 1:17.786 |
| Vrije training 2 | Pos | No | Coureur          | Constructeur    | Tijd     |
| Vrije training 2 | 1   | 5  | Sebastian Vettel | Ferrari         | 1:09.217 |
| Vrije training 2 | 2   | 16 | Charles Leclerc  | Ferrari         | 1:09.238 |
| Vrije training 2 | 3   | 33 | Max Verstappen   | Red Bull-Honda  | 1:09.351 |
| Vrije training 2 | 4   | 77 | Valtteri Bottas  | Mercedes        | 1:09.373 |
| Vrije training 2 | 5   | 44 | Lewis Hamilton   | Mercedes        | 1:09.440 |
| Vrije training 3 | Pos | No | Coureur          | Constructeur    | Tijd     |
| Vrije training 3 | 1   | 44 | Lewis Hamilton   | Mercedes        | 1:08.320 |
| Vrije training 3 | 2   | 33 | Max Verstappen   | Red Bull-Honda  | 1:08.346 |
| Vrije training 3 | 3   | 16 | Charles Leclerc  | Ferrari         | 1:08.611 |
| Vrije training 3 | 4   | 5  | Sebastian Vettel | Ferrari         | 1:08.664 |
| Vrije training 3 | 5   | 23 | Alexander Albon  | Red Bull-Honda  | 1:09.136 |

Testcoureur in vrije training 1:
 Nicholas Latifi (Williams-Mercedes)

## Kwalificatie
Max Verstappen behaalde voor Red Bull zijn tweede pole position van het seizoen. Ferrari-coureur Sebastian Vettel kwalificeerde zich als tweede, terwijl Lewis Hamilton voor Mercedes de derde tijd neerzette. Charles Leclerc kwalificeerde zich voor Ferrari als vierde, voor Mercedes-rijder Valtteri Bottas en Red Bull-coureur Alexander Albon. Pierre Gasly kwalificeerde zich voor Toro Rosso als zevende, nog voor Haas-coureur Romain Grosjean. De top 10 werd afgesloten door Alfa Romeo-coureur Kimi Räikkönen en de tweede Haas-rijder Kevin Magnussen.

### Kwalificatie-uitslag
| Pos                 | No | Coureur            | Constructeur              | Q1        | Q2       | Q3       | Grid |
| ------------------- | -- | ------------------ | ------------------------- | --------- | -------- | -------- | ---- |
| 1                   | 33 | Max Verstappen     | Red Bull-Honda            | 1:08.242  | 1:07.503 | 1:07.508 | 1    |
| 2                   | 5  | Sebastian Vettel   | Ferrari                   | 1:08.556  | 1:08.050 | 1:07.631 | 2    |
| 3                   | 44 | Lewis Hamilton     | Mercedes                  | 1:08.614  | 1:08.088 | 1:07.699 | 3    |
| 4                   | 16 | Charles Leclerc    | Ferrari                   | 1:08.496  | 1:07.888 | 1:07.728 | 14   |
| 5                   | 77 | Valtteri Bottas    | Mercedes                  | 1:08.545  | 1:08.232 | 1:07.874 | 4    |
| 6                   | 23 | Alexander Albon    | Red Bull-Honda            | 1:08.503  | 1:08.117 | 1:07.935 | 5    |
| 7                   | 10 | Pierre Gasly       | Toro Rosso-Honda          | 1:08.909  | 1:08.770 | 1:08.837 | 6    |
| 8                   | 8  | Romain Grosjean    | Haas-Ferrari              | 1:09.197  | 1:08.705 | 1:08.854 | 7    |
| 9                   | 7  | Kimi Räikkönen     | Alfa Romeo-Ferrari        | 1:09.276  | 1:08.858 | 1:08.984 | 8    |
| 10                  | 20 | Kevin Magnussen    | Haas-Ferrari              | 1:08.875  | 1:08.803 | 1:09.037 | 9    |
| 11                  | 4  | Lando Norris       | McLaren-Renault           | 1:08.891  | 1:08.868 |          | 10   |
| 12                  | 3  | Daniel Ricciardo   | Renault                   | 1:09.086  | 1:08.903 |          | 11   |
| 13                  | 99 | Antonio Giovinazzi | Alfa Romeo-Ferrari        | 1:09.175  | 1:08.919 |          | 12   |
| 14                  | 27 | Nico Hülkenberg    | Renault                   | 1:09.050  | 1:08.921 |          | 13   |
| 15                  | 11 | Sergio Pérez       | Racing Point-BWT Mercedes | 1:09.288  | 1:09.035 |          | 15   |
| 16                  | 26 | Daniil Kvjat       | Toro Rosso-Honda          | 1:09.320  |          |          | 16   |
| 17                  | 18 | Lance Stroll       | Racing Point-BWT Mercedes | 1:09.536  |          |          | 17   |
| 18                  | 63 | George Russell     | Williams-Mercedes         | 1:10.126  |          |          | 18   |
| 19                  | 88 | Robert Kubica      | Williams-Mercedes         | 1:10.614  |          |          | 19   |
| 107% tijd: 1:13.018 |    |                    |                           |           |          |          |      |
| 20                  | 55 | Carlos Sainz jr.   | McLaren-Renault           | geen tijd |          |          | 20   |

Notities
1. ↑  Charles Leclerc ontving een gridstraf van 10 posities omdat hij meer motoronderdelen had vervangen dan het quotum toestond.

## Wedstrijd
Max Verstappen behaalde zijn derde zege van het seizoen en de achtste Grand Prix-overwinning in zijn carrière. Pierre Gasly werd verrassend tweede; op start-finish wist hij nipt Lewis Hamilton voor te blijven. Gasly behaalde hiermee zijn eerste podium uit zijn Formule 1-carrière. McLaren-coureur Carlos Sainz jr., die de race vanaf de laatste plaats moest aanvangen, eindigde aanvankelijk als vierde, nog voor het Alfa Romeo-duo Kimi Räikkönen en Antonio Giovinazzi. Daniel Ricciardo werd voor Renault zesde, ondanks een vroege touché met Kevin Magnussen, waarvoor hij een straf van vijf seconden kreeg. De top 10 werd afgesloten door de McLaren van Lando Norris, de Racing Point van Sergio Pérez en de Toro Rosso van Daniil Kvjat.
De race kende een chaotische slotfase, nadat Valtteri Bottas zijn auto met motorproblemen in ronde 52 aan de kant moest zetten. Hierdoor moest de safety car de baan op komen, waardoor enkele coureurs een stop maakten voor nieuwe banden. Enkele ronden nadat de race weer was vrijgegeven, kwamen de Ferrari-coureurs Sebastian Vettel en Charles Leclerc met elkaar in aanraking, waardoor zij allebei met schade aan de auto op moesten geven. Hierdoor moest de safety car opnieuw in actie komen. In de laatste twee ronden werd de race weer vrijgegeven. Hamilton kwam hierna nog in aanraking met Alexander Albon in een gevecht om de tweede plaats, waardoor Albon terugviel naar de veertiende positie. Hamilton kreeg voor dit incident een straf van vijf seconden, waardoor hij geklassificeerd werd als zevende. Hierdoor schoof Sainz door naar de derde plek, en behaalde daarmee ook zijn eerste podium in zijn Formule 1-carrière.

### Race-uitslag
| Pos. | No. | Coureur            | Constructeur              | Rondes | Tijd/Oorzaak uitval | Grid | Punten |
| ---- | --- | ------------------ | ------------------------- | ------ | ------------------- | ---- | ------ |
| 1    | 33  | Max Verstappen     | Red Bull-Honda            | 71     | 1:33:14.678         | 1    | 25     |
| 2    | 10  | Pierre Gasly       | Toro Rosso-Honda          | 71     | +6.077              | 6    | 18     |
| 3    | 55  | Carlos Sainz jr.   | McLaren-Renault           | 71     | +8.896              | 20   | 15     |
| 4    | 7   | Kimi Räikkönen     | Alfa Romeo-Ferrari        | 71     | +9.452              | 8    | 12     |
| 5    | 99  | Antonio Giovinazzi | Alfa Romeo-Ferrari        | 71     | +10.201             | 12   | 10     |
| 6    | 3   | Daniel Ricciardo   | Renault                   | 71     | +10.541             | 11   | 8      |
| 7    | 44  | Lewis Hamilton     | Mercedes                  | 71     | +11.139             | 3    | 6      |
| 8    | 4   | Lando Norris       | McLaren-Renault           | 71     | +11.204             | 10   | 4      |
| 9    | 11  | Sergio Pérez       | Racing Point-BWT Mercedes | 71     | +11.529             | 15   | 2      |
| 10   | 26  | Daniil Kvjat       | Toro Rosso-Honda          | 71     | +11.931             | 16   | 1      |
| 11   | 20  | Kevin Magnussen    | Haas-Ferrari              | 71     | +12.732             | 9    |        |
| 12   | 63  | George Russell     | Williams-Mercedes         | 71     | +13.599             | 18   |        |
| 13   | 8   | Romain Grosjean    | Haas-Ferrari              | 71     | +14.247             | 7    |        |
| 14   | 23  | Alexander Albon    | Red Bull-Honda            | 71     | +14.927             | 5    |        |
| 15   | 27  | Nico Hülkenberg    | Renault                   | 71     | +18.059             | 13   |        |
| 16   | 88  | Robert Kubica      | Williams-Mercedes         | 70     | +1 ronde            | 19   |        |
| 17   | 5   | Sebastian Vettel   | Ferrari                   | 65     | Ongeluk             | 2    |        |
| 18   | 16  | Charles Leclerc    | Ferrari                   | 65     | Ongeluk             | 14   |        |
| 19   | 18  | Lance Stroll       | Racing Point-BWT Mercedes | 65     | Ophanging           | 17   |        |
| DNF  | 77  | Valtteri Bottas    | Mercedes                  | 51     | Motor               | 4    | S      |

S Valtteri Bottas reed de snelste ronde maar kreeg geen extra punt voor het rijden van de snelste ronde omdat hij niet binnen de top tien eindigde.
Notities
1. ↑  Lewis Hamilton ontving een straf van vijf seconden na een incident met Alexander Albon in de voorlaatste ronde.
2. ↑  Nico Hülkenberg eindigde als 12e maar kreeg een straf van 5 seconden voor inhalen onder gele vlag situatie.
3. 1 2 3  Sebastian Vettel, Charles Leclerc en Lance Stroll haalden de finish niet, maar werden wel geklasseerd omdat zij meer dan 90% van de race-afstand hadden gereden.

## Tussenstanden wereldkampioenschap
Betreft tussenstanden voor het wereldkampioenschap na afloop van de race. Vetgedrukte tekst betekent dat deze is bevestigd als wereldkampioen.

### Coureurs
| Positie | No. | Rijder           | Team                      | Punten |
| ------- | --- | ---------------- | ------------------------- | ------ |
| 01      | 44  | Lewis Hamilton   | Mercedes                  | 387    |
| 02      | 77  | Valtteri Bottas  | Mercedes                  | 314    |
| 03      | 33  | Max Verstappen   | Red Bull-Honda            | 260    |
| 04      | 16  | Charles Leclerc  | Ferrari                   | 249    |
| 05      | 5   | Sebastian Vettel | Ferrari                   | 230    |
| 06      | 10  | Pierre Gasly     | Toro Rosso-Honda          | 95     |
| 07      | 55  | Carlos Sainz jr. | McLaren-Renault           | 95     |
| 08      | 23  | Alexander Albon  | Red Bull-Honda            | 84     |
| 09      | 3   | Daniel Ricciardo | Renault                   | 54     |
| 10      | 11  | Sergio Pérez     | Racing Point-BWT Mercedes | 46     |

### Constructeurs
| Positie | Team                      | Punten |
| ------- | ------------------------- | ------ |
| 01      | Mercedes                  | 701    |
| 02      | Ferrari                   | 479    |
| 03      | Red Bull-Honda            | 391    |
| 04      | McLaren-Renault           | 140    |
| 05      | Renault                   | 91     |
| 06      | Toro Rosso-Honda          | 83     |
| 07      | Racing Point-BWT Mercedes | 67     |
| 08      | Alfa Romeo-Ferrari        | 57     |
| 09      | Haas-Ferrari              | 28     |
| 10      | Williams-Mercedes         | 1      |